# Обь (спортивный комплекс)
Спортивный комплекс «Обь» — расположен в Железнодорожном районе Барнаула в южной части площади Сахарова на пересечении Социалистического проспекта, улиц Мерзликина, Геблера и Папанинцев.
Спорткомплекс был построен в 1985 году и стал одним из крупнейших сооружений подобного рода в Сибири. Сегодня «Обь» состоит из 3 корпусов, в которых размещены большой плавательный бассейн (50×25 м), два детских бассейна (16×6 и 13×3 м), пять спортивных залов, а также четыре финские бани, кафе и солярий. Часть помещений арендуются различными организациями, связанными со спортом.
В бассейне занимаются группы начальной подготовки ДЮСШ, а также спортивно-оздоровительные и оздоровительные. В спорткомплексе располагаются школа олимпийского резерва по фехтованию с 4 отделениями: рапира, женская сабля и мужская шпага; теннисный клуб, гандбольный детский клуб «Виктория». В залах комплекса занимаются группы по баскетболу, волейболу, футболу, боксу. Работают группы атлетизма, шейпинга, аэробики и художественной гимнастики.
«Обь» — место проведения многочисленных соревнований, среди которых турниры всероссийского значения на призы Александра Карелина (Греко-римская борьба), «Кубок Сибири» (плавание), «Сабля Мамонтова» и «Кубок Феоктистова» (фехтование). Кроме этого спорткомплекс принимает участников региональных первенство по настольному теннису, восточным видам единоборств, плаванию и прыжкам в воду.
Спорткомплекс ежегодно посещает до 500 тыс. человек.